# NGC 3891
NGC 3891 é uma galáxia espiral (Sbc) localizada na direcção da constelação de Ursa Major. Possui uma declinação de +30° 21' 35" e uma ascensão recta de 11 horas, 48 minutos e 03,2 segundos.
A galáxia NGC 3891 foi descoberta em 3 de Fevereiro de 1788 por William Herschel.